# Сентер-Сіті (Міннесота)
Сентер-Сіті (англ. Center City) — місто (англ. city) в США, в окрузі Чисаго штату Міннесота. Населення — 629 осіб (2020).

## Географія
Сентер-Сіті розташований за координатами 45°23′38″ пн. ш. 92°48′52″ зх. д. / 45.39389° пн. ш. 92.81444° зх. д. (45.393751, -92.814315).  За даними Бюро перепису населення США в 2010 році місто мало площу 1,56 км², з яких 1,52 км² — суходіл та 0,04 км² — водойми.

## Демографія
Згідно з переписом 2010 року, у місті мешкало 628 осіб у 247 домогосподарствах у складі 175 родин. Густота населення становила 403 особи/км².  Було 291 помешкання (187/км²).
Расовий склад населення:
| - 97,8 % — білих - 0,6 % — корінних американців - 0,5 % — чорних або афроамериканців - 0,3 % — азіатів |

До двох чи більше рас належало 0,6 %. Частка іспаномовних становила 1,1 % від усіх жителів.
За віковим діапазоном населення розподілялося таким чином: 19,6 % — особи молодші 18 років, 62,6 % — особи у віці 18—64 років, 17,8 % — особи у віці 65 років та старші. Медіана віку мешканця становила 44,7 року. На 100 осіб жіночої статі у місті припадало 101,3 чоловіків;  на 100 жінок у віці від 18 років та старших — 106,1 чоловіків також старших 18 років.
Середній дохід на одне домашнє господарство  становив 90 046 доларів США (медіана — 75 625), а середній дохід на одну сім'ю — 90 169 доларів (медіана — 74 432). За межею бідності перебувало 4,7 % осіб, у тому числі 14,2 % дітей у віці до 18 років та 1,2 % осіб у віці 65 років та старших.
Цивільне працевлаштоване населення становило 382 особи. Основні галузі зайнятості: освіта, охорона здоров'я та соціальна допомога — 26,7 %, мистецтво, розваги та відпочинок — 14,1 %, виробництво — 12,6 %.